# Eduardo Muylaert
Eduardo Muylaert (1945) é um advogado brasileiro especialista na área criminal. Eduardo possui pós-graduação em direito público em Paris e foi professor da Faculdade de Direito da PUC/SP, além ter sido Secretário da Justiça e da Segurança Pública do Estado de São Paulo no governo Montoro, e Presidente do Conselho Nacional de Política Criminal e Penitenciária, do Ministério da Justiça. Atualmente é ainda comentarista no Jornal da Cultura.

## Publicações
Como fotógrafo, Eduardo publicou "O Espírito dos Lugares" (Editora Terceiro Nome, 2003), "Boa Noite, Paulicéia!" (Pinacoteca, SP, 2006) e participou das obras coletivas "RIO/SAO – doze visões de duas cidades maravilhosas" (Formarte, 2003), "Povos de São Paulo" e "Peuples de São Paulo" (Editora Terceiro Nome, 2004).